# Erico de Pomerania
Erico de Pomerania (~1382-1459), rey de Dinamarca, Noruega y Suecia por medio de la Unión de Kalmar. Conocido como Erico III, fue rey de Noruega (1412-1442); como Erico VII, rey de Dinamarca (1412-1439), y bajo el nombre de Erico XIII, rey de Suecia en tres períodos: 1412-1434, 1435-1436 y 1436-1439. Duque de Stolpe (Pomerania) de 1449 a 1459.
Erico heredó un gran poder al gobernar todos los países escandinavos. Emprendió guerras muy costosas que lo convirtieron en un rey impopular, por lo que fue derrocado. 
Era hijo del duque Ladislao VII de Pomerania y de María de Mecklemburgo. Sobrino nieto de la reina Margarita de Dinamarca, Noruega y Suecia. Se casó en 1406 con la princesa Felipa de Inglaterra.
No tuvo hijos.

## Biografía

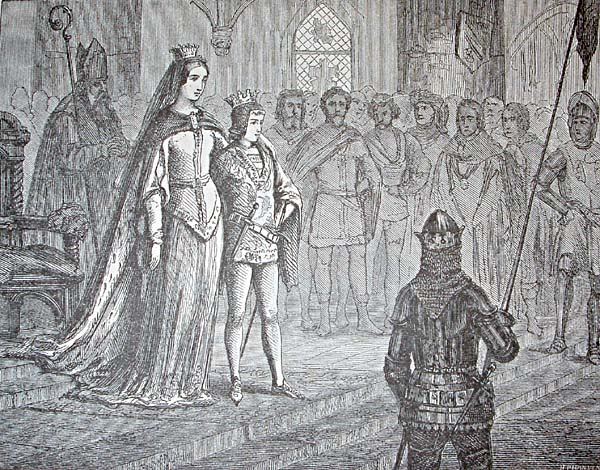
Erico de Pomerania es coronado rey de Dinamarca, Suecia y Noruega.

Erico de Pomerania nació en 1382, hijo del duque Ladislao VII de Pomerania y María de Mecklemburgo. Su madre era hija de Ingeborg Valdemarsdotter, quien a su vez era hermana de la reina Margarita I, de modo que Erico descendía de la familia real de Dinamarca. Por el lado paterno se emparentaba con las dinastías que habían gobernado en Noruega y Suecia antes de que lo hiciera Margarita; en particular, descendía de los reyes Haakon V de Noruega y de Magnus Ladulás de Suecia. Su parentesco lo convirtió en el personaje idóneo para ser el sucesor al trono de Dinamarca, Noruega y Suecia. Su hermana Catalina de Pomerania fue la madre de Cristóbal de Baviera, que por la Unión de Kalmar, sería conocido con el nombre de Cristóbal III de Dinamarca. A pesar de ser además, por el lado materno, de descendencia alemana, Erico albergaba sentimientos patrióticos daneses.
En 1388 fue nombrado correy de Noruega, junto a su tía abuela la reina Margarita, y sucesor del trono de ese país. Fue elevado a monarca de Dinamarca y Suecia en 1396 y fue coronado rey de los tres reinos el 17 de junio de 1397 en la ciudad sueca de Kalmar. En el año de 1400 alcanzó la mayoría de edad y por lo tanto el derecho a gobernar, pero mientras Margarita vivió Erico sólo pudo ejercer algunos poderes en los asuntos del Estado.
Como monarca de los tres reinos, Erico mostró una marcada preferencia hacia Dinamarca, a costa de los otros Estados escandinavos que formaban la Unión de Kalmar, y en contra de las bases de la alianza monárquica establecidas por Margarita. Aquello suscitó las críticas de sus detractores, sobre todo en Suecia, las cuales se convertirían más tarde en una rebelión y el apoyo de los opositores a sus enemigos en la guerra por venir. En 1408, la isla de Gotlandia, tradicionalmente sueca (con Visby administrada por los suecos desde la derrota de Dinamarca en la guerra danesa-hanseática), pasó a poder de Dinamarca (siendo rey de ambos reinos, aquella decisión no acarreó un conflicto militar, pero sí el resentimiento de muchos gotlandeses). Décadas más tarde, el caos provocado precipitaría la caída de la isla y de Visby en manos de los Hermanos de las vituallas.
Emprendió una guerra (1410-1435) contra Holstein con el fin de incorporar definitivamente el ducado de Schleswig a la corona danesa. La guerra dañó a la economía del país, y Erico no consiguió ningún territorio, sino que incluso sufrió pérdidas de algunas zonas que habían sido ganadas por Margarita. Un veredicto imperial de 1424 lo reconoció como soberano de toda la península de Jutlandia, pero el condado de Holstein nunca lo aceptó.
Entre sus aciertos, se cuenta el establecimiento en 1429 de las cuotas de peaje en el estrecho de Oresund, que le proporcionaron a Dinamarca un ingreso estable y que perdurarían hasta 1857. También logró que Copenhague pasara en forma definitiva a ser una posesión danesa en 1417, lo que derivaría posteriormente en la elección de esa ciudad como capital de Dinamarca.
Buscó la supremacía naval de Dinamarca en el mar Báltico, lo que lo enfrentó a otras potencias navales, principalmente a la Liga Hanseática, con resultados nefastos. 

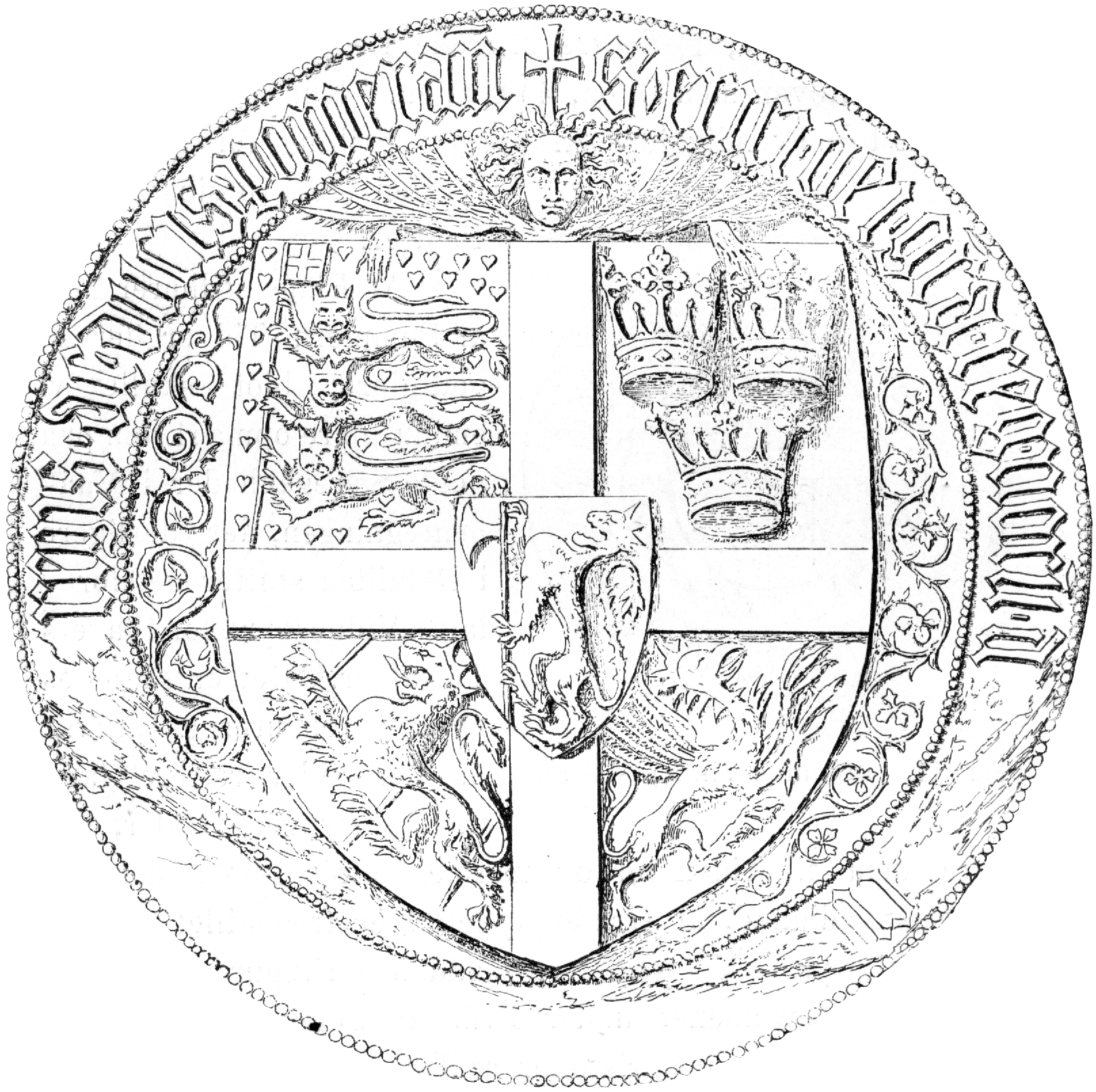
Sello de Erico de Pomerania.

La economía de Suecia también se vio duramente afectada por los conflictos bélicos. En ese país hubo escasez de mercancías de primera necesidad que hasta entonces sólo podían ser adquiridas por el comercio, que resultó seriamente dañado.
Se inmiscuyó en los asuntos de la Iglesia, designando a obispos frecuentemente incompetentes pero cercanos políticamente a él. También buscó hacer valer su derecho de elegir a su sucesor. Como él no tuvo hijos, pretendió imponer a su primo, el duque Bogislao de Pomerania, como su sucesor en el trono de la unión.
Los gobernadores de las provincias colocados por Erico en Noruega y Suecia ejercieron un gobierno opresor, que fue la punta de lanza que desencadenó la sublevación de Engelbrekt Engelbrektsson en Suecia (1434), apoyado por campesinos y mineros. La rebelión fue aprovechada por los nobles suecos para debilitar el poder del rey. Erico fue depuesto del trono de Suecia el 30 de agosto de 1434, pero el 14 de octubre de 1435 fue reconocido nuevamente como rey de ese país, tras llegar a un acuerdo con los nobles, que exigían ciertos derechos en el gobierno. Erico no cumpliría con sus promesas, y tras un gobierno nefasto fue depuesto nuevamente en 1436, nombrándose en su lugar a Carlos Knutsson en calidad de regente del reino. El 1 de septiembre del mismo año Erico se reconcilió nuevamente con la nobleza y recuperó la Corona sueca, pero el incumplimiento de sus promesas le condujo a la definitiva deposición el 24 de septiembre de 1439.
En Dinamarca, el gobierno de Erico también se volvió muy impopular. El rey había cedido a ciertas demandas de Holstein y de la Liga Hanseática, lo que aumentó el descontento. Erico simplemente abandonó Dinamarca en 1439 y se estableció en la isla de Gotland. Finalmente fue depuesto del trono de Dinamarca.
Después de ser retirado del trono en Suecia y en Dinamarca, los noruegos solicitaron a Erico que continuara como rey de Noruega, pero Erico rechazó la propuesta y prefirió permanecer en Gotland. En su ausencia, Erico fue depuesto del trono de Noruega en 1442.
Como rey de la Unión de Kalmar se eligió a Cristóbal de Baviera, que fallecería en 1448.
En Gotland, Erico dirigió actividades de piratería, erigió una gran fortaleza junto a la ciudad de Visby y permaneció en la isla hasta 1449, cuando decidió cederla a Cristián I de Dinamarca, el nuevo rey de la Unión de Kalmar. Entonces Erico regresó a Alemania, donde gobernaría el Ducado de Stolpe, parte del Ducado de Pomerania, entre los años 1449 y 1459.
Falleció en 1459 en Rügenwalde (actual Darłowo, en Polonia), donde se halla su tumba.
| Predecesor: Margarita I | Rey de Dinamarca 1412 - 1439 | Sucesor: Cristóbal de Baviera      |
| Predecesor: Margarita I | Rey de Noruega 1412 - 1442   | Sucesor: Cristóbal de Baviera      |
| Predecesor: Margarita I | Rey de Suecia 1412 - 1439    | Sucesor: Carlos Knutsson (regente) |

- Datos: Q161958
- Multimedia: Eric of Pomerania / Q161958